# MassMutual Center
Das MassMutual Center (ursprünglich Springfield Civic Center) ist eine Mehrzweckhalle mit Kongresszentrum im Stadtzentrum der US-amerikanischen Stadt Springfield im Bundesstaat Massachusetts. 
Der Bau wurde 1972 eröffnet und war zu dieser Zeit die größte Arena in der Region. Der Eigentümer und Betreiber war die Stadt Springfield und verschiedene Verwaltungsfirmen bis 1997, als die Stadt das Eigentum der Einrichtung an Massachusetts Legislature überschrieb. Kurz darauf wurde der Beitz der Massachusetts Convention Center Authority (MCCA) übertragen, die ihrerseits an Pläne arbeiteten, die eine Renovierung und Erweiterung der Einrichtung vorsahen. Das zweijährige Projekt, das 2003 begann, beinhaltete eine Renovierung zur 8.000-Sitz-Arena und die Erweiterung des Kongresszentrums. Global Spectrum wurde von der Massachusetts Convention Center Authority ausgewählt, die Einrichtung von 2005 an fünf Jahre lang zu leiten. 2010 wurde der Vertrag erneuert.
2005 wurde die Sportarena umbenannt, als Massachusetts Mutual Life Insurance Company für 15 Jahre der Namenssponsor wurde, Seine Wiedereröffnung als MassMutual Center hatte die Einrichtung am 29. September 2005. Die Halle ist die Heimspielstätte der Springfield Thunderbirds in den Spielklassen American Hockey League, Springfield Armor und der NBA Development League. Seinen Spitznamen „The Nest“ erhielt die Stätte, weil es Heimort der Falcons (deutsch Falken) war.

## Geschichte

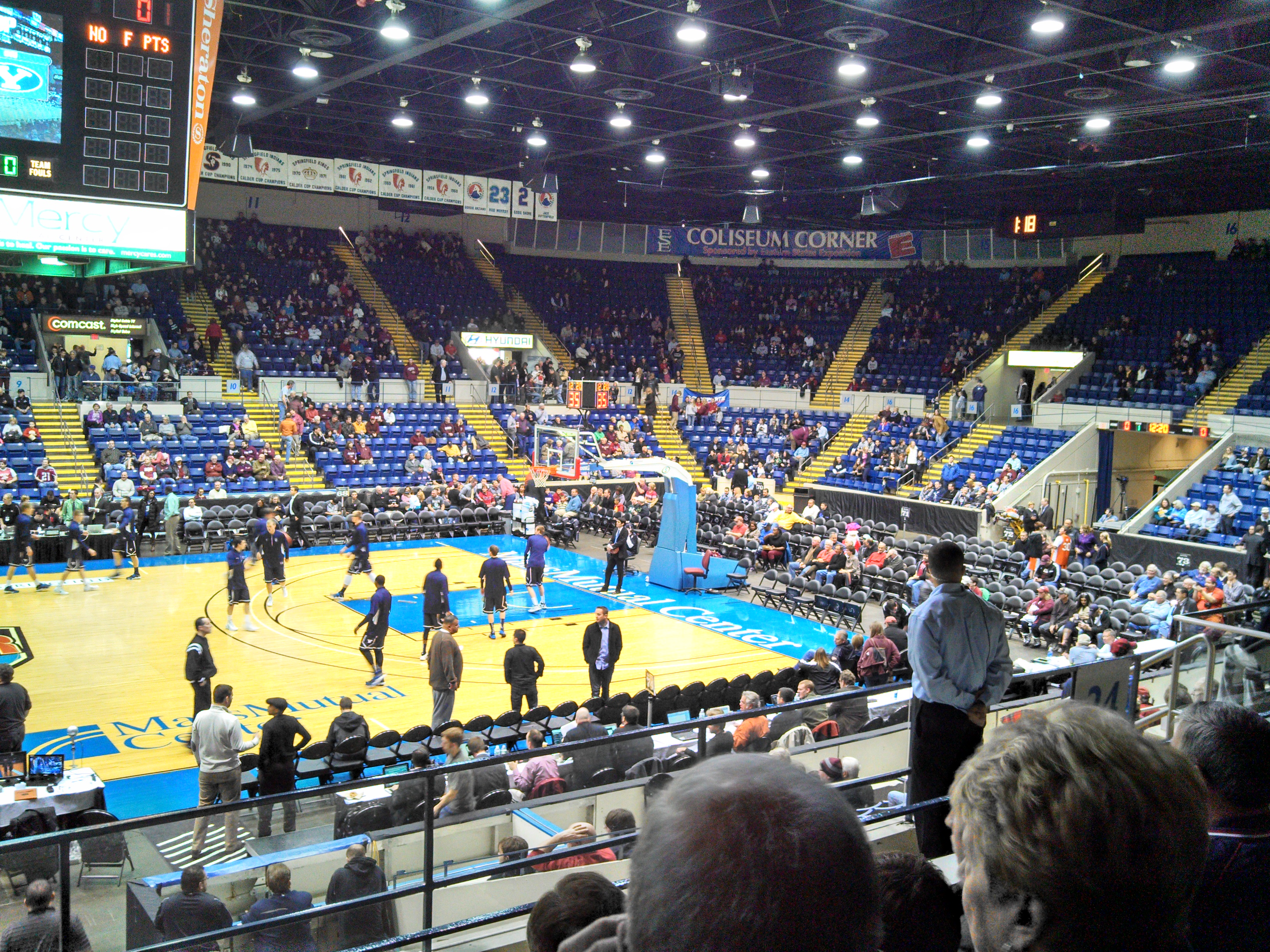
Die Arena des MassMutual Centers

Die Arena beherbergte die Hartford Whalers der National Hockey League, während das Hartford Civic Center renoviert wurde, da dort 1978 das Dach zusammenbrach. Zudem beherbergte die Arena die 16. Auflage das Saturday Night’s Main Event von der World Wrestling Federation (WWF) (die erste Auflage vor der Wrestlemania IV, die am 22. April 1988 aufgenommen und am 30. April ausgestrahlt wurde). Es beherbergte auch das 19. WWF In Your House Pay-per-view 1997. Das Center beherbergte auch das WWE Monday Night RAW und zwei WWE SmackDown-Shows; die Erste wurde am 26. Oktober 1999 gemacht und am folgenden Donnerstag ausgestrahlt und die Zweite am 13. Dezember 2005 und am folgenden Freitag ausgestrahlt. Die Arena war auch der Ort, wo Jacques Rougeau, bekannt als The Mountie, Bret „Hitman“ Hart für die WWF Intercontinental Championship am 17. Januar 1992 unterlag. Er verlor den Titel zwei Tage später an Rowdy Roddy Piper in der Knickerbocker Arena in Albany, New York bei der Royal Rumble 1992.
Seit 2016 ist das Center die Heimspielarena der Springfield Thunderbirds, die AHL Schwestergesellschaft der Florida Panthers.
Das Gebäude, das am „Geburtsort des Basketballs“ liegt, beherbergte auch mehrere NCAA Men’s Division II Basketball Championships, erstmals 1977, anschließend von 1980 bis 1994, und schließlich 2006 bis 2011. Das Turnier wurde ins Bank of Kentucky Center in den Jahren 2012 und 2013 verschoben. Es beherbergte auch die ersten sechs NCAA Women’s Division II Basketball Championships von 1982 bis 1987.
Die Basketballmannschaft UMass Minutemen, unter der Führung des aus Springfield stammenden Trainers Derek Kellogg nutzte das Gebäude für die Heimspiele seit 2010. 2011 erstellte die Basketball Hall of Fame die Holiday Showcase (Urlaubsschaukasten), das die UMass-Minutemen-Basketball-Mannschaft auszeichnen soll.
Die Springfield Armor von der NBA D-League waren laut Gebäudedienstplan Mieter im Herbst 2009. Das Franchise wurde von der HWS-Gruppe im Frühjahr 2009 gekauft und wechselte schnell nach Springfield zum Saisonbeginn 2009/10. Es wurde zu den New York Knicks (NBA) angeschlossen den Philadelphia 76ers und den New Jersey Nets für zwei Jahre. Die New Jersey Nets, seit 2012 bekannt als Brooklyn Nets, wurden zur einzigen Tochtergesellschaft der Armor zu Beginn der Saison 2011/12. Armor bestritt ihr erstes Eastern-Division-Championship-Spiel in der Saison 2011/12 unter dem neuen Cheftrainer Bob MacKinnon. Sie gewannen das finale Heimspiel am 21. März 2014 vor ausverkauftem Publikum mit 7.111 Gästen.

## Renovierung

### Arena
Im Herbst 2003 wurde das Sanierungsprojekt öffentlich angekündigt und der Abriss der Bank neben dem Gebäude, zusammen mit der Platzanlage und der Ausstellungshalle begann. Im Herbst 2005 war das 71 Millionen US-Dollar schwere Renovierungsprojekt fertig. Die Renovierung beinhaltete einen neuen Boden mit neuen Pipelines für die Eisbahn. Zusätzlich wurden neue Kältemaschinen installiert. Verbesserungen für die Gebäude wurde mit elektrischen Systemen sowie dem Einbau eines Klimaanlagensystems mit neuen Entfeuchtungssystemen erreicht. Audio- und Videoverbesserungen wurden mit einer neuen vierseitigen Anzeigetafel mit Video-Display und einem neuen Sound-System an der Deckenmitte erreicht. Das Umbauprojekt beinhaltete auch eine neue Sitzanordnung mit 6.455 dauerhaften Sitzen und 222 Pilotensitzen. Neue Komfortmöglichkeiten am Eingang der Arena beinhalten eine Bar, eine Lounge, ein Clubraum, eine Vorstandssuite, neue, größere Toiletten und elf neu renovierte Konzessionstände. Der Haupteingang wurde von der Main Street zum Falcons Way verlegt, wo eine neue Kasse und ein Büro ergänzt wurden. Die Arena konnte noch während der zweijährigen Renovierungsarbeiten, die von der Stadt und vom Staat finanziert wurden, betrieben werden.
Der Haupteingang zur Arena befindet sich am Falcons Way. Die Arena hat drei Ebenen:
- Event Level – (Comcast Kasse, Verwaltungsbüros, Falcon Büros und Vereinsladen)
- Concourse Level (Niedere und obere Lower Schalensitze, Center Grille Restaurant, Breakaway Bar & Lounge)
- Upper Level (Presseboxen, The Executive Perch)

### Kongresszentrum
Durch die Renovierung der alten Arena wurde ein neues, modernes Kongresszentrum hinzugefügt. Mit 9.300 Quadratmeter, ist das MassMutual Center das größte Kongresszentrum in West-Massachusetts. Es beinhaltet zwei Messehallen mit insgesamt über 3.700 Quadratmetern, drei Tanzsäle mit 1.400 Quadratmetern mit einer Küche hinter dem Gebäude, fünf Kongressräume, die insgesamt 840 Quadratmeter groß sind und weitere 2.000 Quadratmeter zur Pre-Funktion Platz. Seine Konstruktion verbindet den Kongressraum mit der Arena, sodass weitere 1.800 Quadratmeter zustande kommen. Zusätzlich kann man auf dem Pre-Funktions-Raum die Skyline der Stadt betrachten, der bei einer Arenabesichtigung auch von der Öffentlichkeit gesehen werden kann. Der Raum hat eine Glasnische, welche einen Panoramablick auf die Innenstadt verschafft. Im Kongresszentrum ist es möglich, Galas, Hochzeiten, Messen, Konzerte, Tagungen, Konferenzen und andere Events in verschiedenen Größenordnungen auszutragen.
Der Haupteingang zum Kongresszentrum liegt an der Main Street und am Falcons Way. Es gibt zwei Ebenen:
- Event Level (Besprechungszimmer 1 bis 5, Messehallen A und B)
- Upper Level (Tanzsäle A, B und C, Glasnischen)

## Ausgewählte Veranstaltungen
Das MassMutual Center beherbergte über die Jahre zahlreiche Veranstaltungen, von professionellem und Amateur-Sportveranstaltungen, Konzerten und Comedy-Tours, Eislaufen und Familienshows, Abschlusszeremonien und anderen Events, ob privat oder öffentlich.

### Sport
- NCAA Männer College-Basketball Division I ECAC New England Region Tournament, organisiert von Eastern College Athletic Conference (ECAC) in den Jahren 1975 und 1976.[5][6]
- NCAA Division II Men’s Basketball Championships (1980–1994, 2006 bis 2011)
- Freestyle Motocross 2008.
- North American Grappling Association East Coast Championship (2010 und 2011)
- Naismith Memorial Basketball Hall of Fame Tip-Off Classic 2010
- Metro Atlantic Athletic Conference Männer und Frauen Basketball-Meisterschaft (2012 bis 2014)

### Konzerte
- The Who – The Who By Numbers Tour 1975
- Elvis Presley, Konzerte 1975 und 1976
- Bob Dylan – Rolling Thunder Revue Tour 1975
- Bruce Springsteen – Darkness on the Edge Tour 1978
- KISS – Destroyer Tour 1976 and Alive/Worldwide Tour 1997.
- Grateful Dead, Konzerte 1972, 1973, 1974, 1977, 1978, Januar and Oktober 1979, 1980 und 1985.
- Earth, Wind & Fire, Konzert 1978
- The Jacksons – Destiny Tour 1979
- AC/DC- ’Blow Up Your Video’ Tour 1988
- Aerosmith – Pump Tour 1989 und 1990 ft. Skid Row
- Nirvana in Concert 1993.
- Mötley Crüe – Carnival of Sins Tour 2006
- Celtic Women – A New Journey Tour 2007
- Martina McBride – Waking Up Laughing Tour 2007
- Sugarland – CMT on Tour 2007 ft. Little Big Town and Jake Owen
- Blue Man Group – How to Be a Megastar Tour 2008
- Three Days Grace – Life Starts Now Tour 2010 ft. Chevelle and Adelitas Way
- Avenged Sevenfold – Welcome to the Family Tour 2011 ft. Three Days Grace and Bullet For My Valentine
- Wisin y Yandel – Los Vaqueros El Regreso Tour 2011
- Wiz Khalifa, Konzert 2011
- Mid-West Rock and Roll Express Tour 2013 ft. Styx, REO Speedwagon und Ted Nugent
- Shinedown, Konzert 2013 ft. Bush and Airbourne
- Pitbull, Konzert 2013.
- Justin Moore – Off the Beaten Path Tour 2014 ft. Josh Thompson and Randy Houser

### Andere Veranstaltungen
- Jeff Dunham – Spark of Insanity Tour 2008.
- Larry the Cable Guy – 2008.
- Ringling Bros. and Barnum & Bailey Circus – verschiedene Touren
- Disney on Ice – verschiedene Touren
- Champions on Ice – verschiedene Touren
- Harlem Globetrotters